# William Barr
William Pelham Barr (sinh ngày 23 tháng 5 năm 1950) là một luật sư người Mỹ, từng là Bộ trưởng Tư pháp Hoa Kỳ thứ 77 từ năm 1991 đến năm 1993 trong nhiệm kỳ tổng thống George H. W. Bush. Ông là thành viên của Đảng Cộng hòa.
Vào ngày 7 tháng 12 năm 2018, Tổng thống Donald Trump tuyên bố rằng ông sẽ đề cử Barr một lần nữa giữ chức Bộ trưởng Tư pháp Hoa Kỳ.

## Tiểu sử
Barr sinh ra ở Thành phố New York, con trai của các giảng viên của Đại học Columbia Mary Margaret (Aotta) và Donald Barr. Ông lớn lên ở Upper West Side, và học tại trường Corpus Christi và Trường Horace Mann. Anh nhận bằng cử nhân chính quyền năm 1971 và bằng thạc sĩ về chính quyền nghiên cứu Trung Quốc năm 1973, cả hai đều từ Đại học Columbia. Ông đã nhận bằng Tiến sĩ với bằng danh dự cao nhất vào năm 1977 từ Trường Luật Đại học George Washington.

## Vinh danh
1992 ông được đại học George Washington trao bằng tiến sĩ danh dự Luật.

## Chỉ trích
Các giáo sư luật của khoa Luật Đại học George Washington, trường cũ của Tổng chưởng lý William Barr, cho biết trong một lá thư vào ngày 23 tháng 6 năm 2020, ông đã "không thực hiện lời thề của mình khi nhiệm chức để 'ủng hộ và bảo vệ Hiến pháp Hoa Kỳ.' "Trong một tuyên bố được ký bởi 65 giáo sư từ trường luật, nhóm đã viết rằng hành động của Barr với tư cách là luật sư" đã phá hoại luật pháp, vi phạm các quy tắc hiến pháp và làm hỏng tính toàn vẹn và độc lập truyền thống của bộ Tư pháp. " 